# Wharekawa (fleuve)

Le fleuve Wharekawa (en anglais : Wharekawa River) est un cours d’eau de la Péninsule de Coromandel, dans la région de  Waikato de l’ Île du Nord de la Nouvelle-Zélande.

## Géographie
Il s’écoule vers le nord-est pour atteindre « Wharekawa Harbour » à mi-distance entre Pauanui et Whangamata.